# Красногвардейское (Адыгея)
Красногварде́йское (адыг. Абатэхьабл) — село в Республике Адыгея России, административный центр Красногвардейского муниципального района и Красногвардейского сельского поселения.

## География
Село расположено на восточном берегу Краснодарского водохранилища реки Кубани, в 70 км к северу от Майкопа. Ближайшие железнодорожные станции расположены в Усть-Лабинске (8 км к северу) и Белореченске (45 км к югу).

## История
Село Николаевское было основано в 1884 году крестьянами-переселенцами из Курской, Полтавской и других губерний России. В 30-х годах XX века было соединено с селом Соловьевским. Указом Президиума Верховного Совета РСФСР от 11 ноября 1961 года село Николаевское объединено с селом Ивановским и переименовано в село Красногвардейское.

## Население
| 1959  | 1970  | 1979  | 1989  | 2002  | 2010  | 2013  |
| ----- | ----- | ----- | ----- | ----- | ----- | ----- |
| 3591  | ↗7499 | ↗8406 | ↗8798 | ↗9065 | ↗9459 | ↘9419 |
| 2014  | 2015  | 2016  | 2017  | 2018  | 2019  | 2020  |
| ↘9381 | ↗9400 | ↗9432 | ↗9462 | ↗9577 | ↗9629 | ↘9617 |
| 2021  | 2023  | 2024  |       |       |       |       |
| ↘9516 | ↘9411 | ↘9367 |       |       |       |       |

### Национальный состав
По переписи населения 2002 года из 9065 проживающих в станице, 8705 человек пришлось на 4 национальности:
| Национальность | %    | Численность |
| -------------- | ---- | ----------- |
| Русские        | 82,8 | 7505        |
| Адыгейцы       | 8,6  | 781         |
| Украинцы       | 2,7  | 249         |
| Армяне         | 1,9  | 170         |

По данным переписи населения 2021 года из 9516 проживающих в селе, 9401 человека указали свою национальность
:
| Народ           | Численность, чел. | Доля от населения, % |
| --------------- | ----------------- | -------------------- |
| Русские         | 7 886             | 83,88 %              |
| Адыги (Черкесы) | 948               | 10,08 %              |
| Армяне          | 244               | 2,59 %               |
| Украинцы        | 83                | 0,88 %               |

## Улицы
| - 1-я Набережная - 2-я Набережная - 50 лет Октября - Бартенева - Береговая - Больничная - Вольная - Гагарина - Глухой переулок - Горького - Дальневосточная - Декабристов - Дружбы переулок | - Заводская - Заринского - Зелёная - Изобильная - Интернациональная - Кленовая - Коллективная - Комарова - Коммунаров - Комсомольская - Кооперативная - Космонавтов - Крупская | - Ленина - Ленинградская - Лесной переулок - Ломоносова - Майкопская - Мира - Молодёжная - Морской переулок - Некрасова - Новая - Односторонний переулок - Октябрьская - Первомайская | - Победы - Погибельного - Пролетарская - Промышленная - Просторная - Садовая - Светлая - Свободы переулок - Северные Сады - Советская - Солнечная - Спортивная - Степная | - Стрельникова - Суворова - Сухомлинского - Фестивальная - Фрунзе - Чапаева - Чехова переулок - Широкая - Школьный переулок - Шоссейная - Щорса |